# Ion Alexe
Ion Alexe, född den 25 juli 1946 i Cornu, Rumänien, är en rumänsk boxare som tog OS-silver i tungviktsboxning 1972 i München. I finalen förlorade han mot kubanen Teófilo Stevenson, som kom att vinna tre olympiska boxningstävlingar i rad.